# دیمیترو شپووال
دیمیترو شپووال (اوکراینی: Дмитро Богданович Шаповал؛ زادهٔ ۱۷ ژوئن ۱۹۹۶) بازیکن فوتبال اهل اوکراین است.
از باشگاه‌هایی که در آن بازی کرده‌است می‌توان به باشگاه فوتبال فورسکلا پولتاوا اشاره کرد.